# Michio Ashikaga
Michio Ashikaga (født 22. maj 1950) er en japansk fodboldspiller.

## Japans fodboldlandshold
| Japans landshold | Japans landshold | Japans landshold |
| År               | Kmp              | Mål              |
| ---------------- | ---------------- | ---------------- |
| 1971             | 1                | 0                |
| 1972             | 3                | 0                |
| 1973             | 2                | 0                |
| 1974             | 0                | 0                |
| 1975             | 1                | 0                |
| Total            | 7                | 0                |